# Ják
Ják là một thị trấn thuộc hạt Vas, Hungary. Thị trấn này có diện tích 44,95 km², dân số năm 2010 là 2590 người, mật độ 58 người/km².